# تازه‌آباد (سقز)
تازه‌آباد(به کردی: تازاوا، Tazawa) روستایی از توابع بخش زیویه در شهرستان سقز است که در استان کردستان ایران قرار دارد.

## جمعیت
این روستا در دهستان تیلکوه واقع شده و براساس سرشماری سال ۱۳۸۵، جمعیت آن ۲۳۳ نفر (۴۲ خانوار) بوده‌است.